# گویش بهدینان

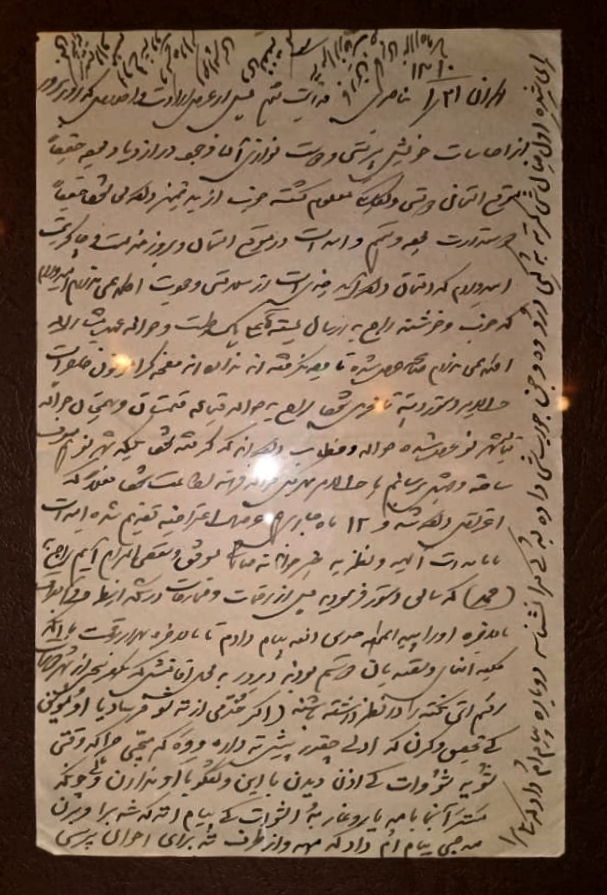
نامه مهربان پولاد به همسرش، به زبان بهدینی، نگهداری شده در موزه نسخ خطی (مهربان پولاد) یزد

گویش بِهدینان که به زبان پارسی زرتشتی، زبان دَری زرتشتی، زبان گَوْرونی، گبرانی و گَبری نیز مشهور است (زرتشتیان به آن دری و غیر زرتشت، به آن گبری می‌گویند) گویش ویژهٔ زرتشتیان ایران است که در استان‌های یزد و کرمان به آن سخن می‌گویند.
زبان دری یک زبان هندوایرانی و از شاخه زبان‌های ایرانی شمال‌غربی به شمار می‌رود. این زبان با زبان‌های مرکزی ایرانی، کردی سورانی و لری نزدیکی دارد. گویندگان آن نمی‌توانند با سخنگویان زبان های دیگر از آن جمله با فارسی زبانان به تفهیم و تفاهم بپردازند. این زبان درشمارۀ واج ها، واج آرایی، آواشناسی و نیز در ساخت واژه و نحو با فارسی متفاوت است. بررسی تاریخی نشان می‌دهد که از نظرگاه تکوین هم به گروهی جدا از زبان فارسی دری تعلق دارد. گویش بهدینی در نواحی مرکزی ایران از جمله استان یزد و کرمان رواج دارد، گویش گوری (gavri) یا گورونی (gavrani) نامیده می شود که گویندگانش آن را «دَری» می‌نامند.  سپس برای اینکه با زبان فارسی دری خلط و اشتباه نشود به آن دری زرتشتی می گویند.
شباهت های بیشمار بهدینی  با گروه زبان های شمال غربی (اقوام ماد و مادستان) وجود دارد اما از سوی دیگر بهدینی زیر تاثیر زبان فارسی و به طور کلی گروه جنوب غرب زبان های ایرانی قرارگرفته. شباهت،میان گویش بـهدینان و آنچه از اسناد کهن دربارۀ زبان مادی در دست است،بیشتراست تا بافارسی دری. آمیختگی مرزهای همگویی در بهدینی نشان میدهد که گویشوران این زبان از مناطق مختلف ایران به دو مرکز اصلی زرتشتیان امروزی، یعنی یزد و کرمان آمده اند

## تاریخچه
گویش بهدینی بومی گفتار بومی یزد از دوران باستان است. این گفتار با مهاجرت مردم یزد به کرمان رفته است. در سال۱٢٦٨ روستاهای پیرامون کرمان به گویش بهدینی کرمانی و با لهجه های از این گویش سخن می گفتند که با گذشت زمان، به سبب تأثیر زبان فارسی یا گویشهای محلی، از میان رفته است تا آنجا که این گویش در زمرۀگویش های«در معرض خطر شدید»قرار گرفته است.در سال ۲۰۰۷ تنها ۸۰۰۰ نفر به این گویش سخن می گفتند. 

## ساختار و واژگان
ساخت ارگاتیو یا کنایی که نشاندهندۀ تمایز دستوری میان فعلهای لازم و متعدی در زمان گذشته است در گویش بهدینی وجود دارد. بدین صورت که شناسه های فعلی (واژبستهای عامل)که نشانگر شخص و شمار،فاعل در جمله هستند در فعل های لازم و متعدی در زمان گذشته تفاوت دارند.
چند واژه ی بهدینی: 
| بهدینی     | هجی کردن   | کردی       | فارسی         | بهدینی | هجی کردن | کردی  | فارسی |
| ---------- | ---------- | ---------- | ------------- | ------ | -------- | ----- | ----- |
| تو خو زونی | ta xo zoni | تو خو زانی | تو که می دانی | سوته   | sota     | سوتاو | سوخته |
| مه واته    | me me vata | مه وتِم     | گفتم          | آو     | āv       | آو    | آب    |
| ووین       | vevin      | ویه، بین   | ببین          | ایسو   | iso      | ایسه  | اکنون |
| بیو        | beio       | بور، بَو    | بیا           | زاموز  | zomod    | زاما  | داماد |